# Na okraji galaxie
Na okraji galaxie je první epizoda první řady animovaného seriálu Star Trek. Premiéra epizody v USA proběhla 8. září 1973, v České republice 19. října 1997.

## Příběh
Píše se hvězdné datum 5521.3. a hvězdná loď USS Enterprise NCC-1701 pod velením kapitána Jamese Kirka je na cestě za vnější okraj galaxie ke kvestaru M-17 odkud byl zachycen neznámý zdroj radiových emisí. Úkolem posádky je zmapovat tamní oblast. Po příletu na místo je loď zachycena hypergravitací mrtvé hvězdy.
Posádce se podaří získat orbitální výšku namísto nárazu na vyhaslé, pevné těleso. Záhy je objevena další loď neznámé civilizace. Pan Spock podle senzorů zjišťuje, že na lodi není život a její stáří odhaduje na 300 milionů let. Kapitán Kirk, vědecký důstojník Spock, vrchní lékař Dr. Leonard McCoy a šéfinženýr Montgomery Scott se transportují na povrch plavidla. Zjišťují, že loď je poničená, avšak technologicky mnohem dále, než je současná Federace. Vnější plášť je jakoby utkán z neznámých vláken, ale jednotlivé segmenty lodi působí protrhnutím jako při evakuaci nebo řízené detonaci.
Při prozkoumávání výsadek objevuje místnost se zdrojem energie, ale je zde uvězněn a jejich phasery a komunikátory jsou ihned vybité. Do místnosti se skrz zavřené dveře začne cosi dobývat. Pan Spock se snaží z lodního deníku získat nějaké informace. Když se mu daří zprávu rozkódovat, tvor na obrazovce varuje před přitažlivostí hvězdy, informuje o autodestrukci lodi a nabádá z setrvání v místnosti před cizí bytostí. V ten moment cosi do místnosti pronikne, ale výsadek se stihne transportovat na Enterprise.
S výsadkem se na palubu přenesla i cizí forma života, která se ihned v plynné formě dostane do ventilace. Záhy začnou všechny systémy, včetně podpory života, kolabovat. Vše vrcholí, když lodní phasery svévolně zničí mimozemskou loď.
Když Kirk na můstku dedukuje, že neznámá bytost nemůže opustit toto místo stejně, jako jakákoliv loď, ozve se hlas z komunikačního systému. Cizí hlas promlouvá k posádce a dožaduje se úprav na lodi, které mu pomohou odletět do středu galaxie. Spock se Scottym připravují plán, kterak se tvora zbavit. Kirk nechává Enterprise padat na povrch vyhaslé hvězdy. Neznámý vetřelec, v obavě že loď bude zničena vystoupí z ovládacích systémů a opustí loď. Kirk na poslední chvíli spouští warp pohon a vyhýbá se povrchu hvězdy.
Při odletu neznámá bytost ještě prosí, aby jí posádka nenechávala na tomto místě, že je zde úplně sám. Kapitán dává příkaz k zadání původního kurzu a odlétají.